# Lista postaci serii Gothic
Poniższy spis prezentuje listę postaci z serii gier Gothic.

## Angar
Angar – wojownik z charakterystyczną blizną nad lewym okiem. W pierwszej części Gothica, Cor Angar jest przywódcą i nauczycielem strażników świątynnych w Obozie na Bagnach. Po tym, jak przywódca bractwa stracił przytomność na skutek nieudanego wezwania Śniącego, a następnie zmarł, oraz po ucieczce Cor Kaloma z częścią wyznawców, Cor Angar przejął dowodzenie w obozie bractwa. Po upadku magicznej bariery pozostał w Górniczej Dolinie i przebywał na zamku. Następnie Bezimienny zabiera go do Myrtany skąd później udał się na pustynię Varant, do miasta Mora Sul zostając tam nowym mistrzem areny. W polskiej wersji językowej głosu postaci użyczył Jacek Kopczyński.

## Bezimienny
Bezimienny – główny bohater gier komputerowych z serii Gothic. Postać wielokrotnie starała się przedstawić z imienia, ale jej przeszkadzano. Pokonał śniącego co spowodowało upadek bariery nad Górniczą Doliną. Po skończonej wojnie między ludźmi a orkami ogłasza się królem Rhobarem III. Głosu użyczył Jacek Mikołajczak.

## Diego
Diego – jeden z ważniejszych Cieni w Górniczej Dolinie. Pomaga Bezimiennemu broniąc go przed pobiciem, gdy trafia do kolonii, a później objaśnia mu prawo obowiązujące pod Barierą. Po upadku Bariery Diego trafia do niewoli paladynów, którzy wkroczyli do Górniczej Doliny. Z pomocą Bezimiennego odzyskuje swój dawny dom od Gerbrandta. Po dotarciu na kontynent udaje się do Bragi. Głos podkładał Adam Bauman.

## Gorn
Gorn – były skazaniec i członek Nowego Obozu. Podczas pobytu Bezimiennego w kolonii więziennej, Gorn pomaga mu zdobyć kamień ogniskujący i odbić Wolną Kopalnię. Po upadku Magicznej Bariery schwytali go paladyni i uwięzili w lochu na zamku. Po uratowaniu przez Bezimiennego pracował na farmie Onara. Po dopłynięciu i oswobodzeniu Ardei Gorn wyrusza do Gothy, gdzie trafia do więzienia. Po tym jak Bezimienny zabija demona rządzącego Gothą, Gorn odbudowuje twierdzę. Głosu użyczają Przemysław Nikiel w Gothic 1, Piotr Bąk w Gothic 2, i Mirosław Zbrojewicz w Gothic 3.

## Lares
Lares – przywódca Szkodników w Nowym Obozie zajmujący się werbowaniem nowych osób. Po upadku Bariery udaje się do dzielnicy portowej miasta Khorinis gdzie pracuje dla Lee. Potajemnie należy do organizacji działającej na rzecz Magów Wody – Wodnego Kręgu. Po dopłynięciu na kontynent, udał się na zachód do Geldern. Jest najlepszym i najsławniejszym złodziejem na całym kontynencie. W polskiej wersji głosu użyczył mu Adam Bauman.

## Lee
Lee – były generał. Został posądzony o morderstwo żony króla przez co trafił do Górniczej Doliny. Przywódca najemników w Nowym Obozie, którzy ochraniają Magów Wody. Po upadku bariery, wyprowadza swoich ludzi z kolonii i osiedla się wraz z niektórymi z nich na farmie właściciela ziemskiego – Onara. Chce zawrzeć pokój z paladynami i w zamian za to uzyskać ułaskawienie i możliwość powrotu na główny kontynent. Gdy już tam jest, nie może od razu udać się do Vengardu z powodu otaczającej go bariery. Wyrusza zatem na północ zapolować na orków. Główny bohater spotyka Lee w Klanie Ognia i wręcza mu kamień teleportacyjny do świątyni w Vengardzie. Po zjednoczeniu Myrtany zostaje generałem w armii Rhobara III. Głosu postaci użyczył Jacek Kopczyński, a w Arcania: Upadek Setarrif – Tomasz Borkowski.

## Lester
Lester – jeden z członków Bractwa, pomaga nowicjuszom. Jest jednym z trzech członków Bractwa, którzy przeżyli wyzwolenie Górniczej Dolini. Dostarcza Bezimiennemu list od Xardasa, gdy ten postanawia zniknąć. Kiedy bohaterowie przybywają na kontynent, Lester ma pilnować Esmeraldy. Zostaje ona jednak skradziona przez piratów. Wówczas wyrusza on na południe, do Varantu. Zostaje schwytany przez orków i pracuje dla nich przy ruinach świątyni Al Shedim. Po zakończeniu wojny mieszka w Lago, gdzie prowadzi plantację bagiennego ziela. W polskiej wersji językowej głosu Lesterowi użyczyli: Paweł Szczesny w Gothic 1, Paweł Iwanicki w Gothic 2, i Adam Bauman w Gothic 3.

## Milten
Milten – mag ognia, adept trzeciego kręgu magii ognia. Pomaga głównemu bohaterowi w poszukiwaniu kamieni ogniskujących. Po wymordowaniu przez Gomeza pozostałych Magów Ognia pozostaje ich jedynym przedstawicielem wewnątrz bariery. W drugiej części gry przebywa w oblężonym przez Orków dawnym zamku Gomeza, by zbadać czystość wydobywanej rudy i pomaga Bezimiennemu uwolnić Gorna. Następnie wyrusza do klasztoru Innosa niedaleko Khorinis. Po przybyciu na kontynent z Bezimiennym udaje się do klasztoru Innosa w Nordmarze. W Zmierzchu Bogów Milten zostaje uwięziony w Trelis, przez Thorusa, który odebrał mu Oko Innosa. Na polecenie Oscha, Bezimienny uwalnia go i wyrusza z nim do Gothy. Wkrótce, po ogłoszeniu Bezimiennego królem, udał się do Argaan, gdzie wspólnie z Ningalem i Merdarionem zgłębiał tajniki magii. Został potem Wielkim Mistrzem Ognia. Główny bohater spotyka go w Tooshoo, gdzie Milten pomaga mu odnaleźć zaginionego Lestera. Niedługo potem mag został uwięziony wraz z Lordem Hagenem i Diego. Pod koniec gry, Milten niszczy barierę Amuletu Śniącego. Głosu Miltenowi użyczyli aktorzy Paweł Iwanicki w Gothic 1, Jarosław Boberek w Gothic 2, Adam Bauman w Gothic 3, i Andrzej Blumenfeld w Arcania.

## Thorus
Thorus – strażnik ze Starego Obozu. Stoi przed bramą do zamku, wpuszczając tylko odpowiednie osoby. Opuścił kolonię karną razem z Krukiem i innymi skazańcami i osiedlił się na bagnie w Jarkendarze. Thorus mieszka w Trelis i dowodzi orkami. Prowadzi otwarty konflikt z Gornem, który pierwszy wypowiada mu wojnę. W outrze Arcanii, pomaga uwolnić króla od klątwy. W polskiej wersji językowej, głosu użyczyli mu Przemysław Nikiel w Gothic 1 ,i Piotr Bąk w Gothic 2: Noc Kruka.

## Xardas
Xardas – początkowo mag ognia później nekromanta, posiadający własną wieżę w Górniczej Dolinie. Po upadku Bariery wzniósł, w przeciągu jednej nocy, kolejną siedzibę i uratował głównego bohatera po pojedynku ze Śniącym. Jest przewodnikiem głównego bohatera. Po przeprowadzce na kontynent, wybudował następną wieżę w Nordmarze. Zniszczył magię runiczną, przez co pozbawił Magów Ognia ich mocy. W polskiej wersji językowej głosu postaci użyczył Tomasz Marzecki.